# Würz-hágó
A Würz-hágó (németül: Würzjoch, olaszul: Passo delle Erbe; ladin nyelven Ju de Börz), közúti hágó az észak-olaszországi Dolomitokban, Dél-Tirol területén. A Gader-völgyet kapcsolja össze az Eisack (Isarco) folyó völgyével. A 2003  m tengerszint feletti magasságú közúti hágót délről a Peitlerkofel-csoport, északról a Lüzeni Hegyek csoportja határolja.

## A hágó és hágóutak
A hágóutak egyes részeken meglehetősen keskenyek, de mindemellett elég jó kiépítésűek. A közúti forgalom – más frekventált alpesi útvonalakénál alacsonyabb. A Würz-hágót télen zárva tartják, azonban Brixenből - megközelíthető a Willnöfer oldal felől.
- A nyugati hágóút
- A keleti hágóút

## Története
Lois Craffonara, egy ladin nyelvkutató úgy véli, hogy a Würz-hágón már az ősi időkben is létezett egy olyan út, amelyen át az Eisack-völgy és a Gader-völgy lakossága érintkezett egymással. A hágó közelében emelkedett a „Crep de la Scritüra”, vagyis „Feliratos szikla”, amelyet az út újjáépítése során anélkül semmisítettek meg, hogy a sziklán található történeti hagyományok szerinti feliratokról egyetlen fényképet készítettek volna. Ezért ma csak feltételezni lehet, hogy talán egy római korbeli útfelirat lehetett.

## A Würz-hágó napjainkban
A Würz-hágóban működik egy vendéglátó-üzem, szállószinttel, étteremmel és nagy terasszal, valamint itt, a hágó közelében található a bozeni székesegyház (dóm) plébánosának (Dompfarre Bozen) a háza is.
Télen - a keleti megközelítő utak lezárt állapotában - tartják a würz-hágói sífutó bajnokságot. 
Ezen kívül itt van a Peitlerkofel-hegycsoportba induló hegymászók fő bázisa és a túrák kiinduló pontja. Emiatt mindig sok gépkocsi áll a vendéglő előtti széles, nagy parkolóterületen.

## Képgaléria

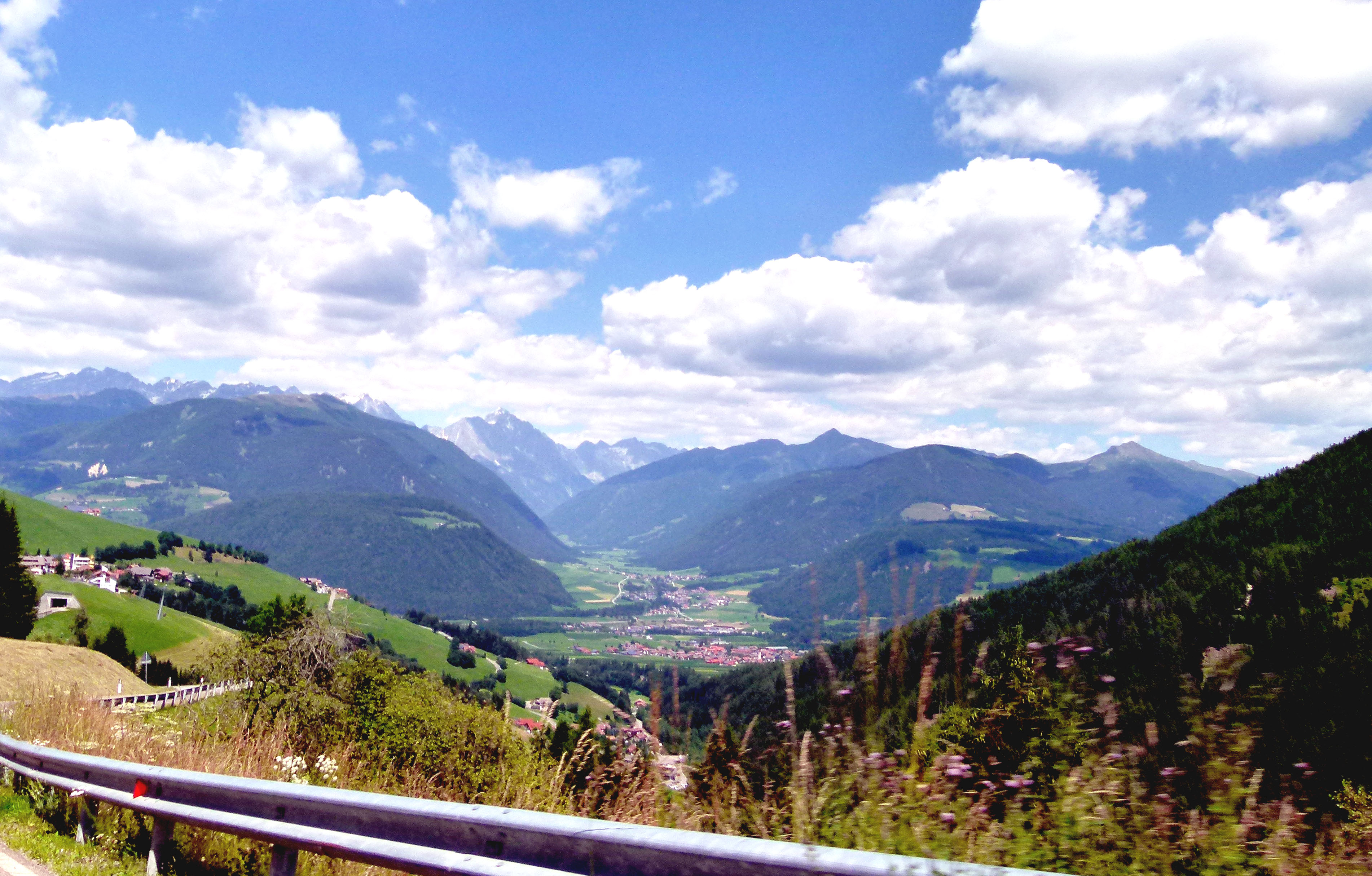
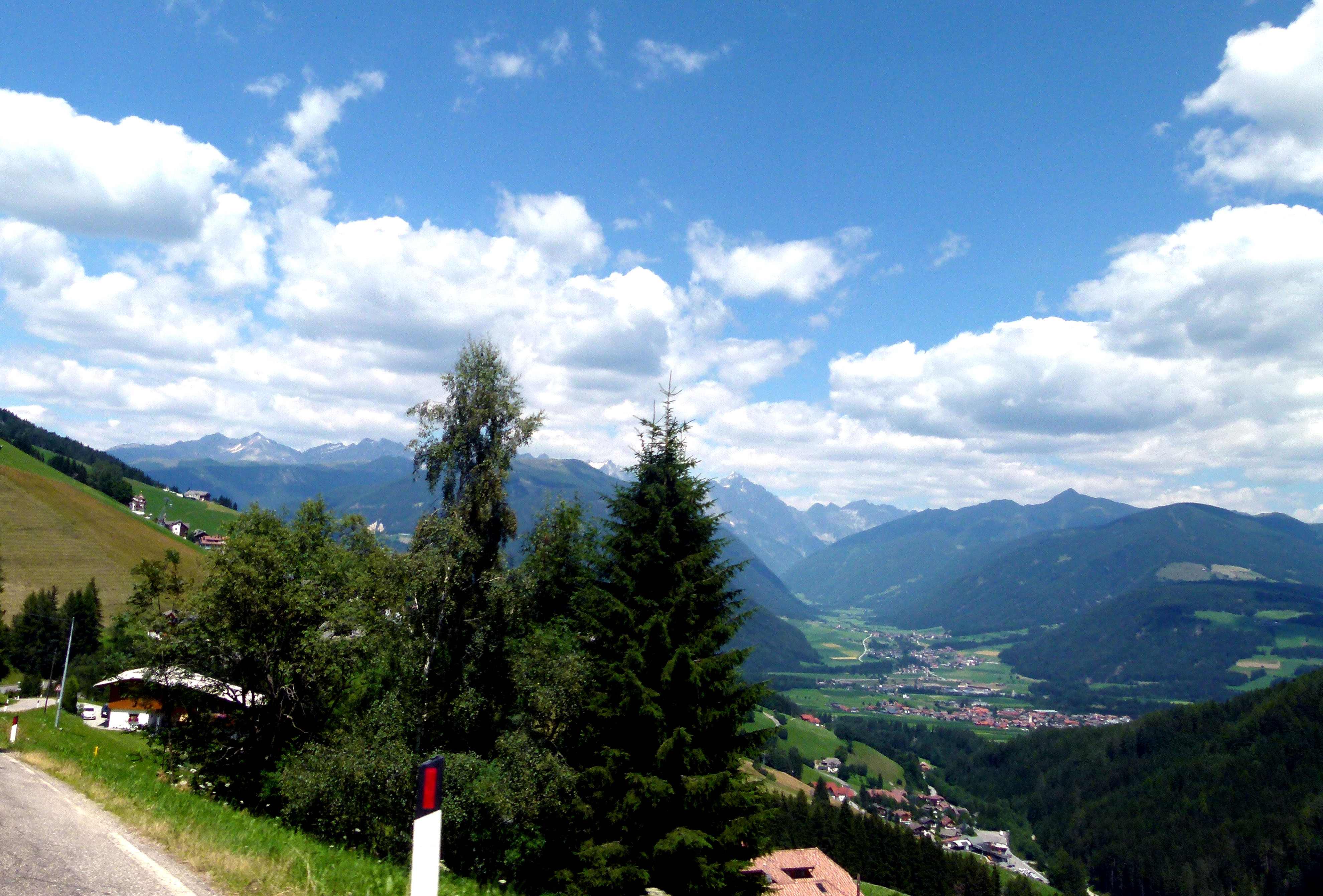
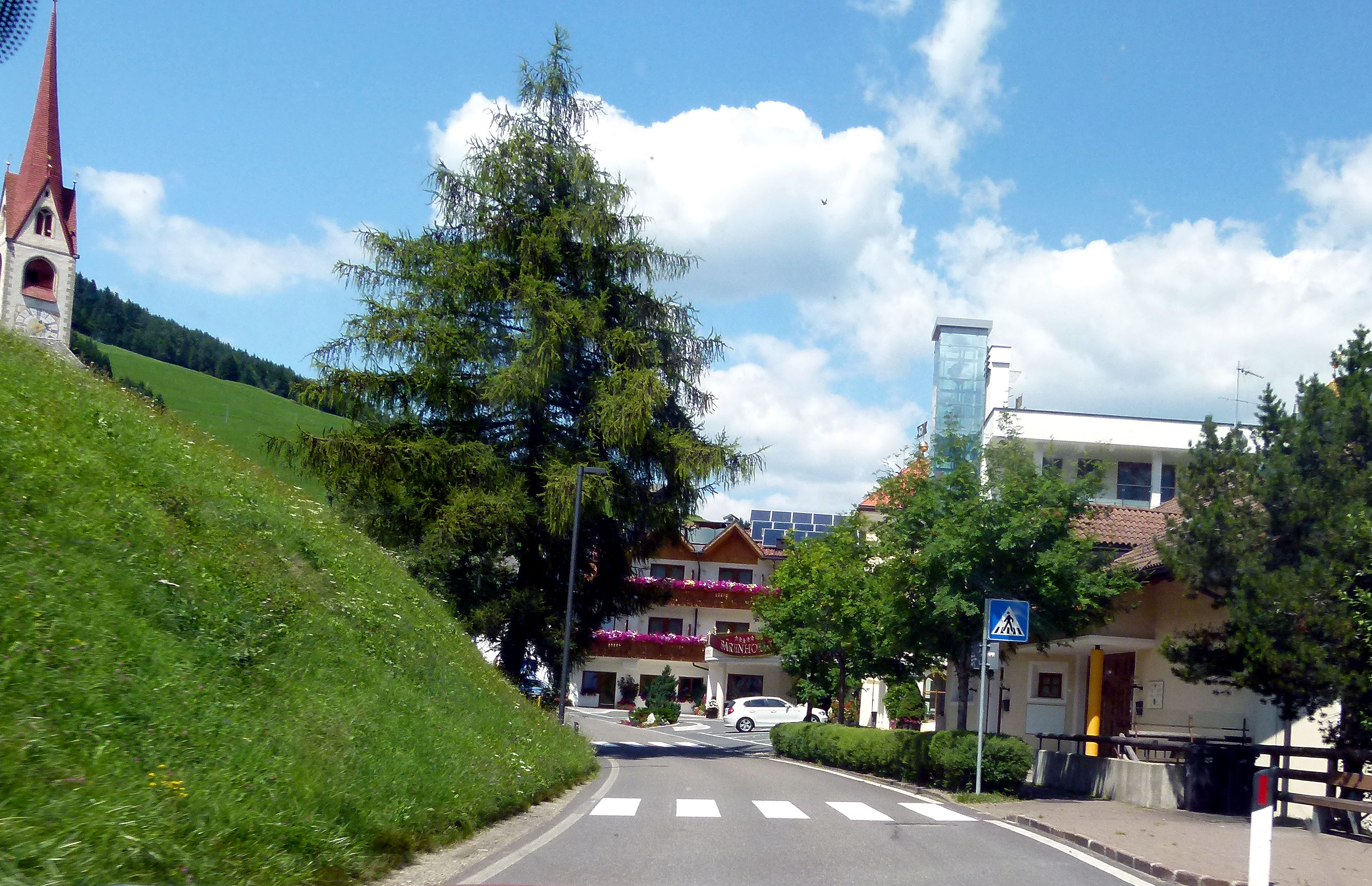
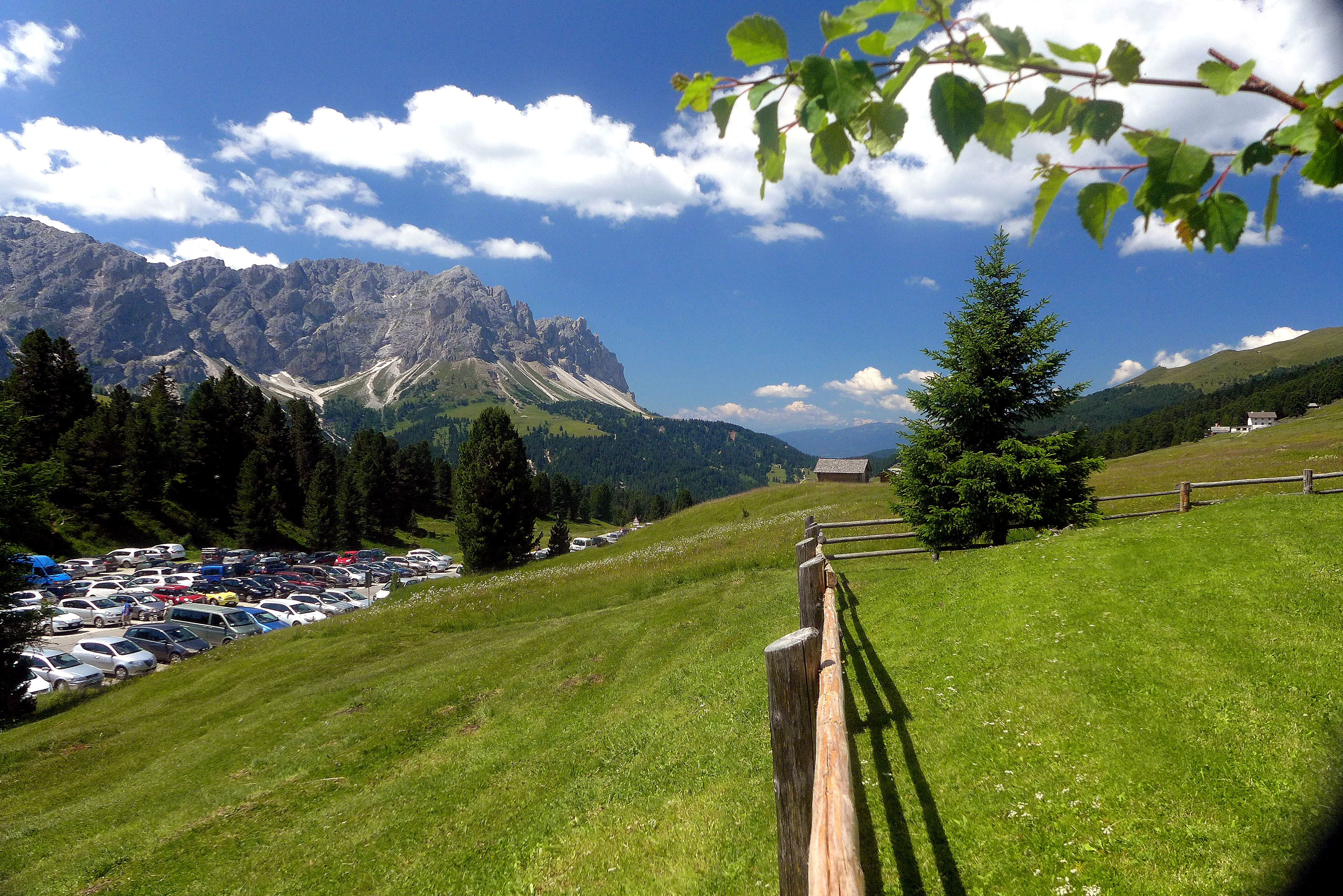
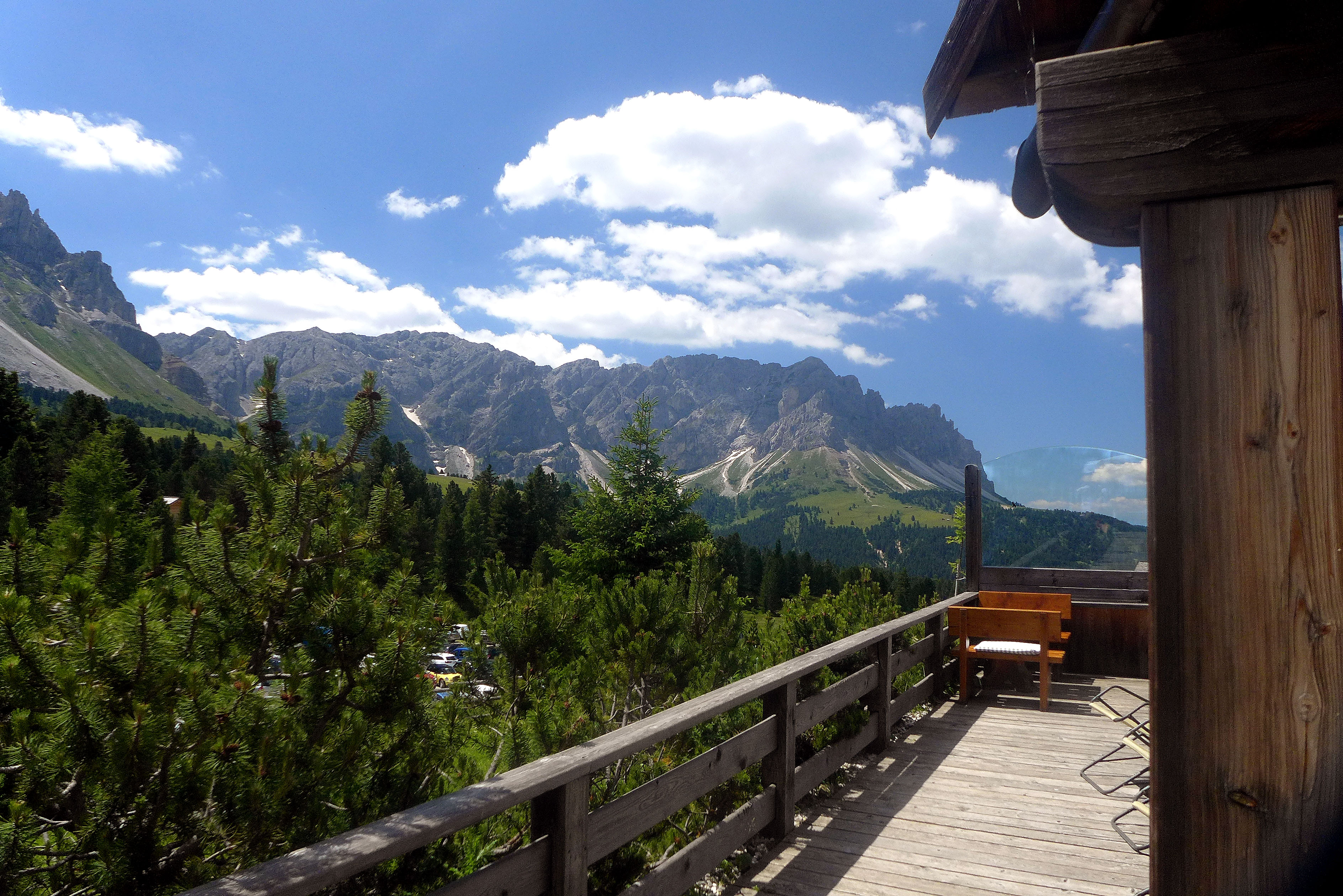
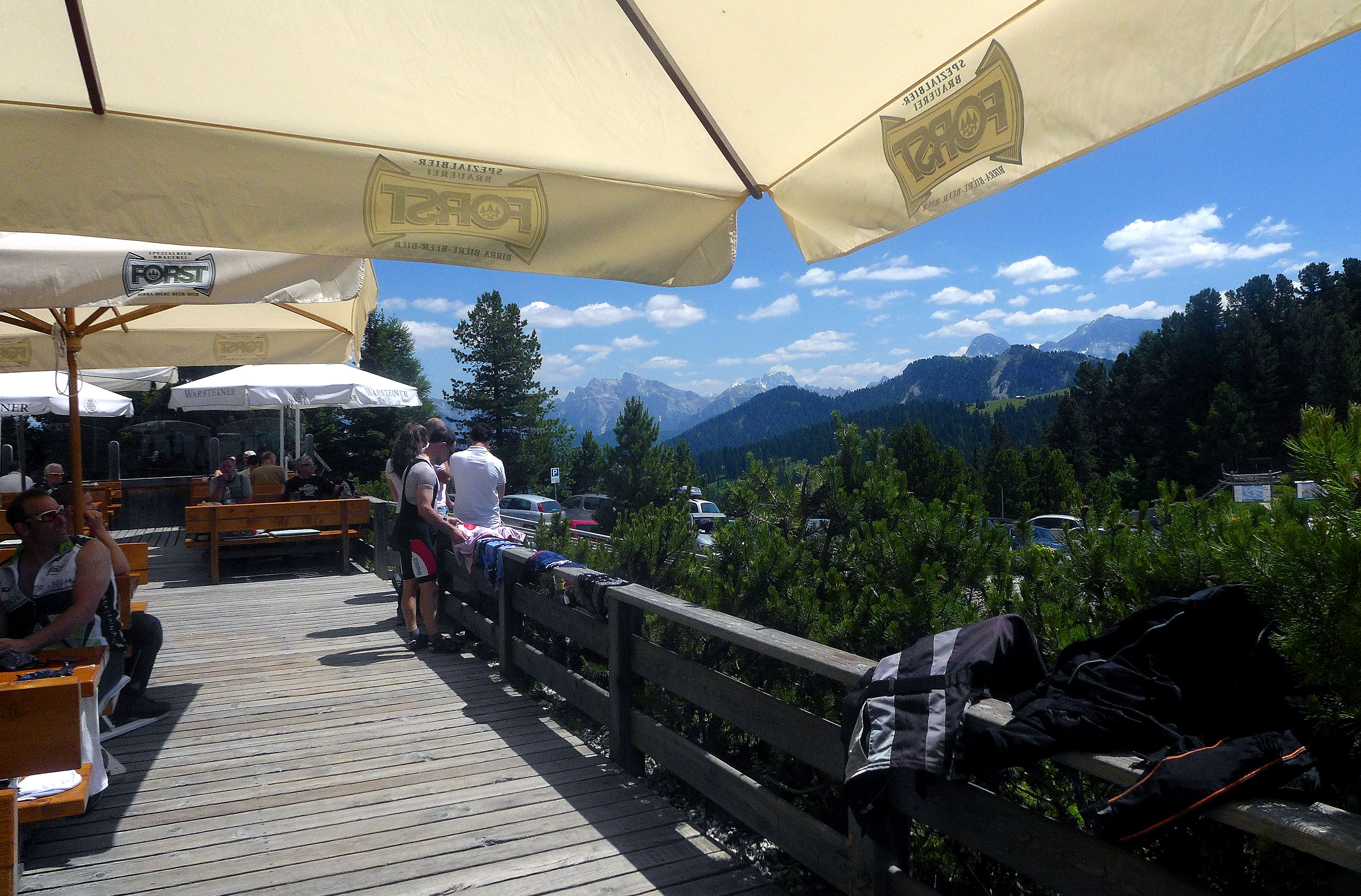
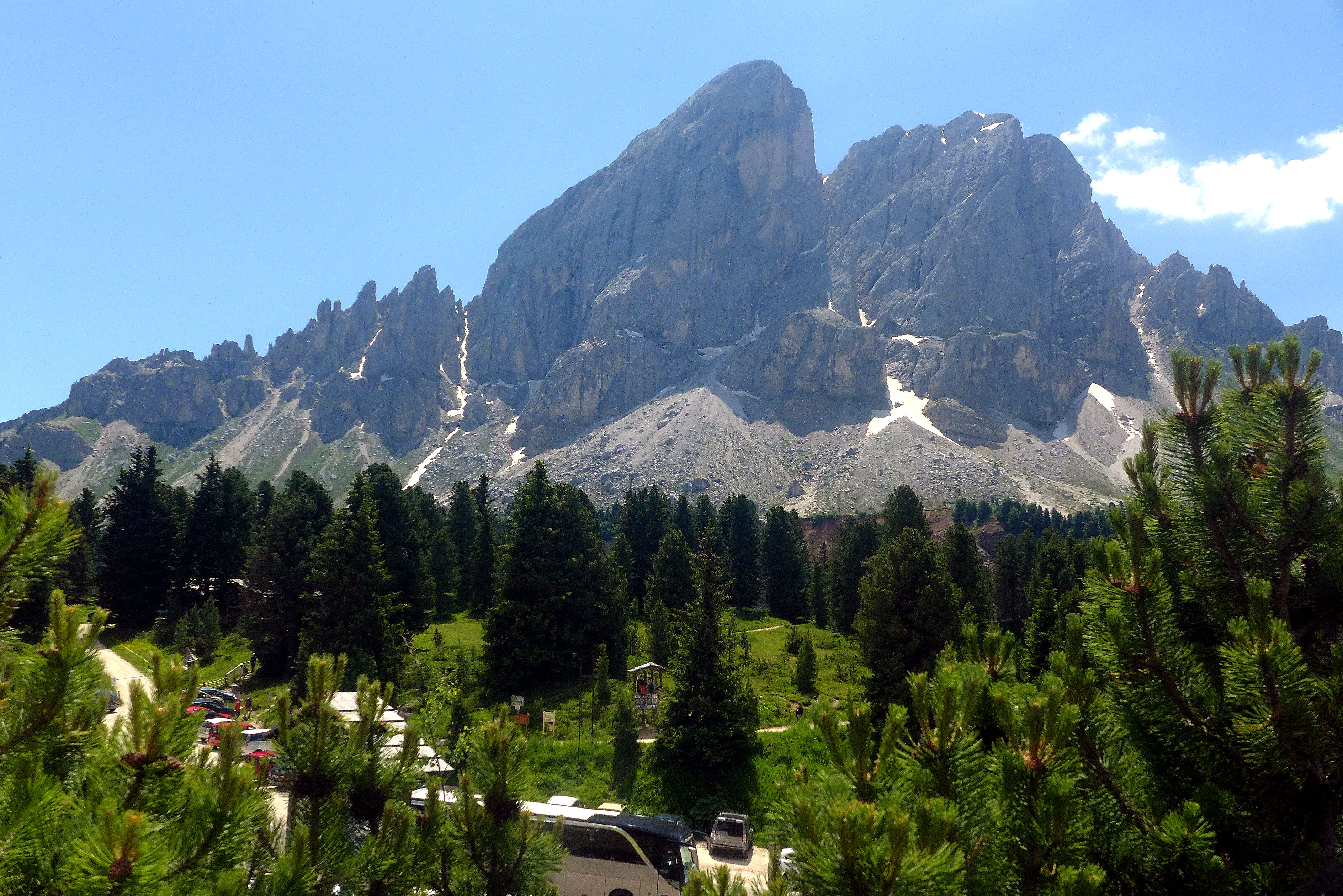
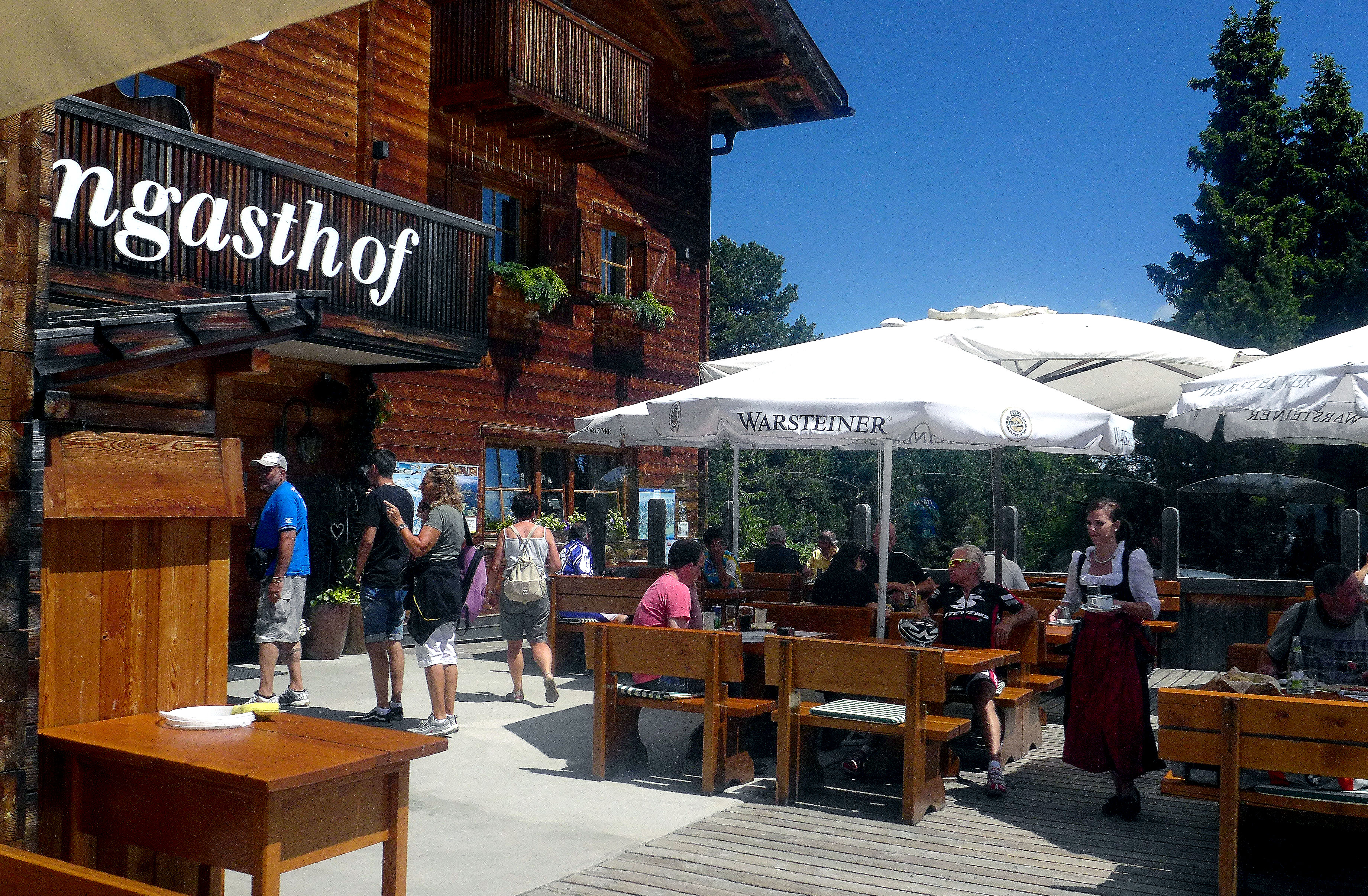
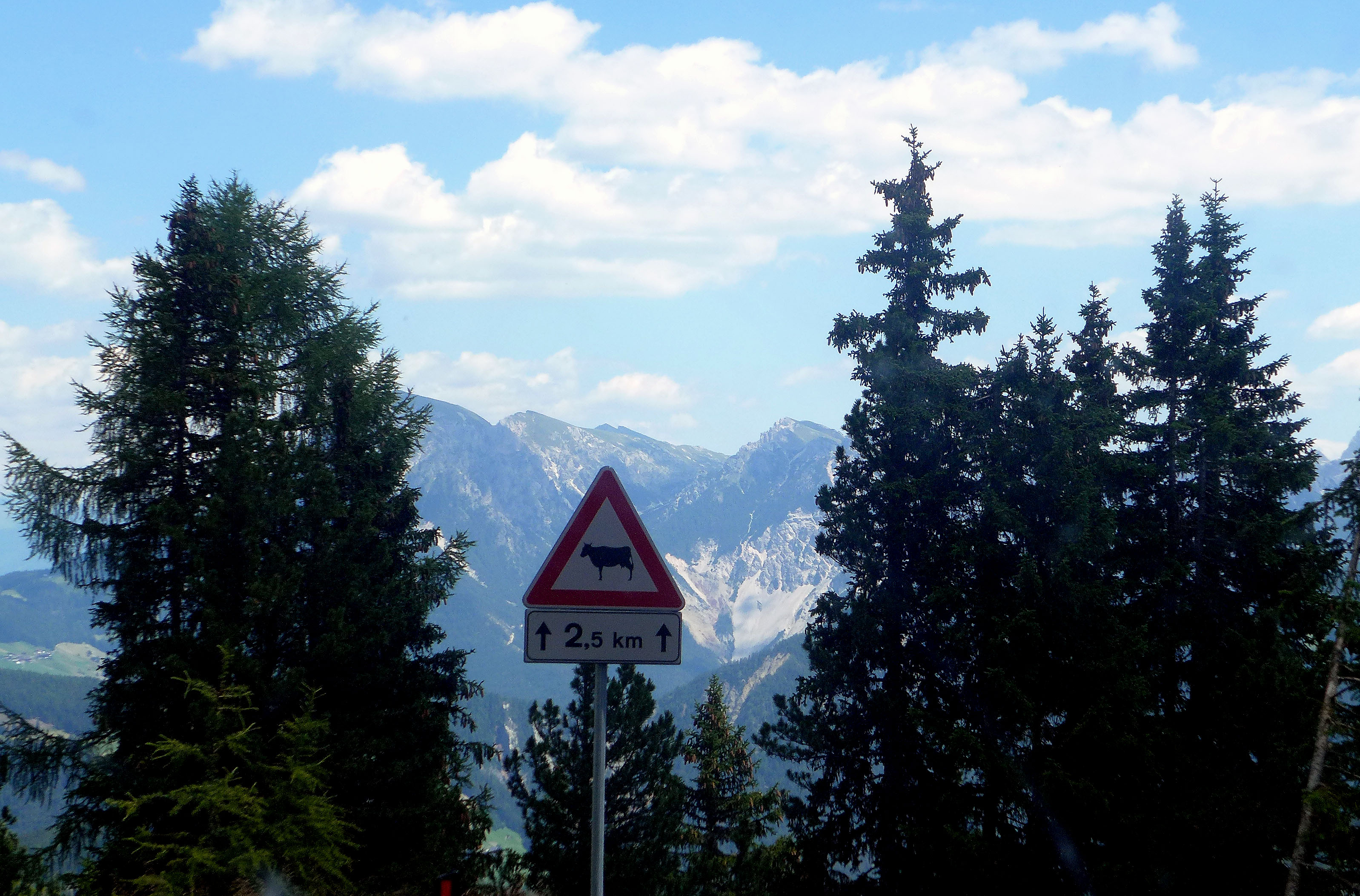
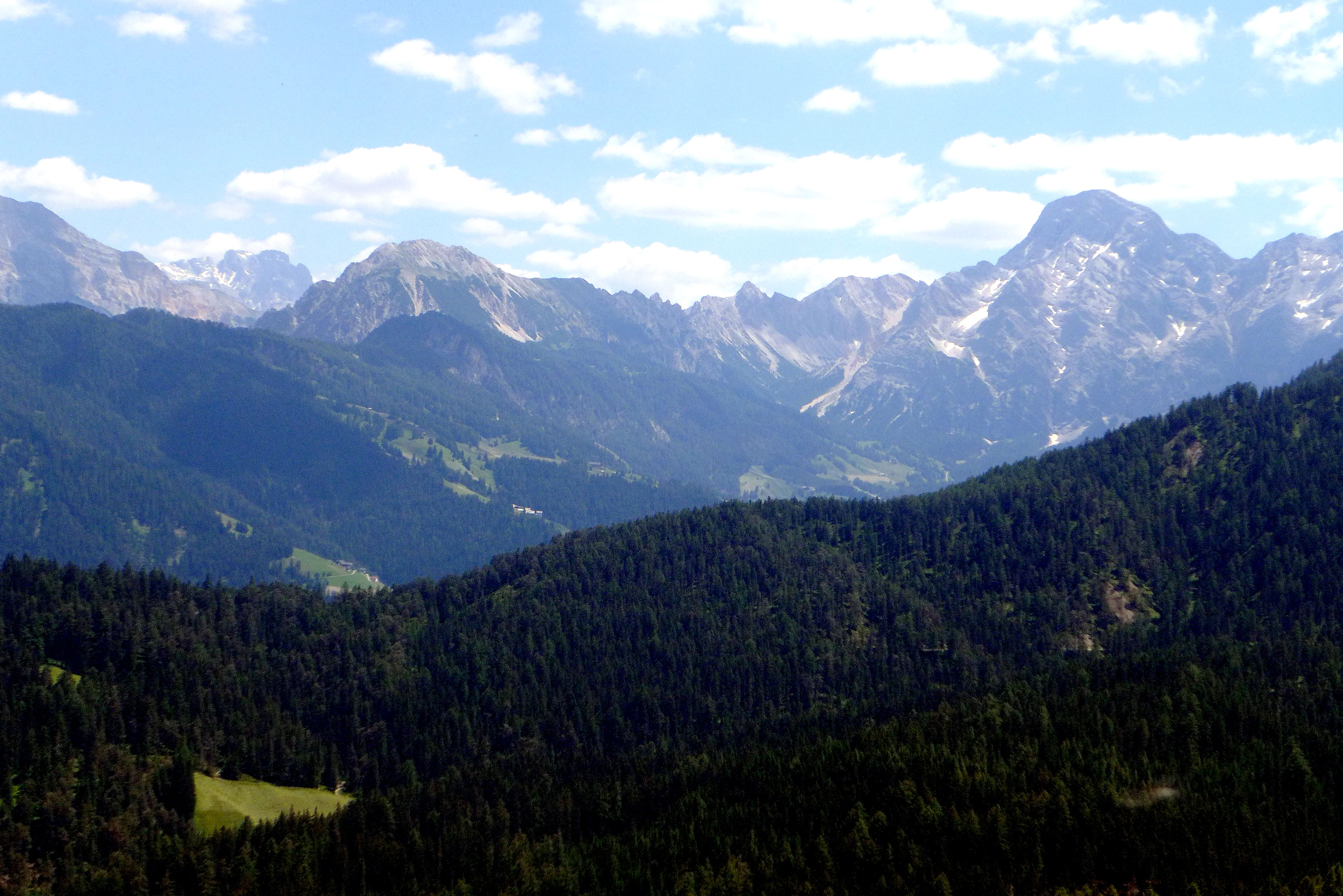
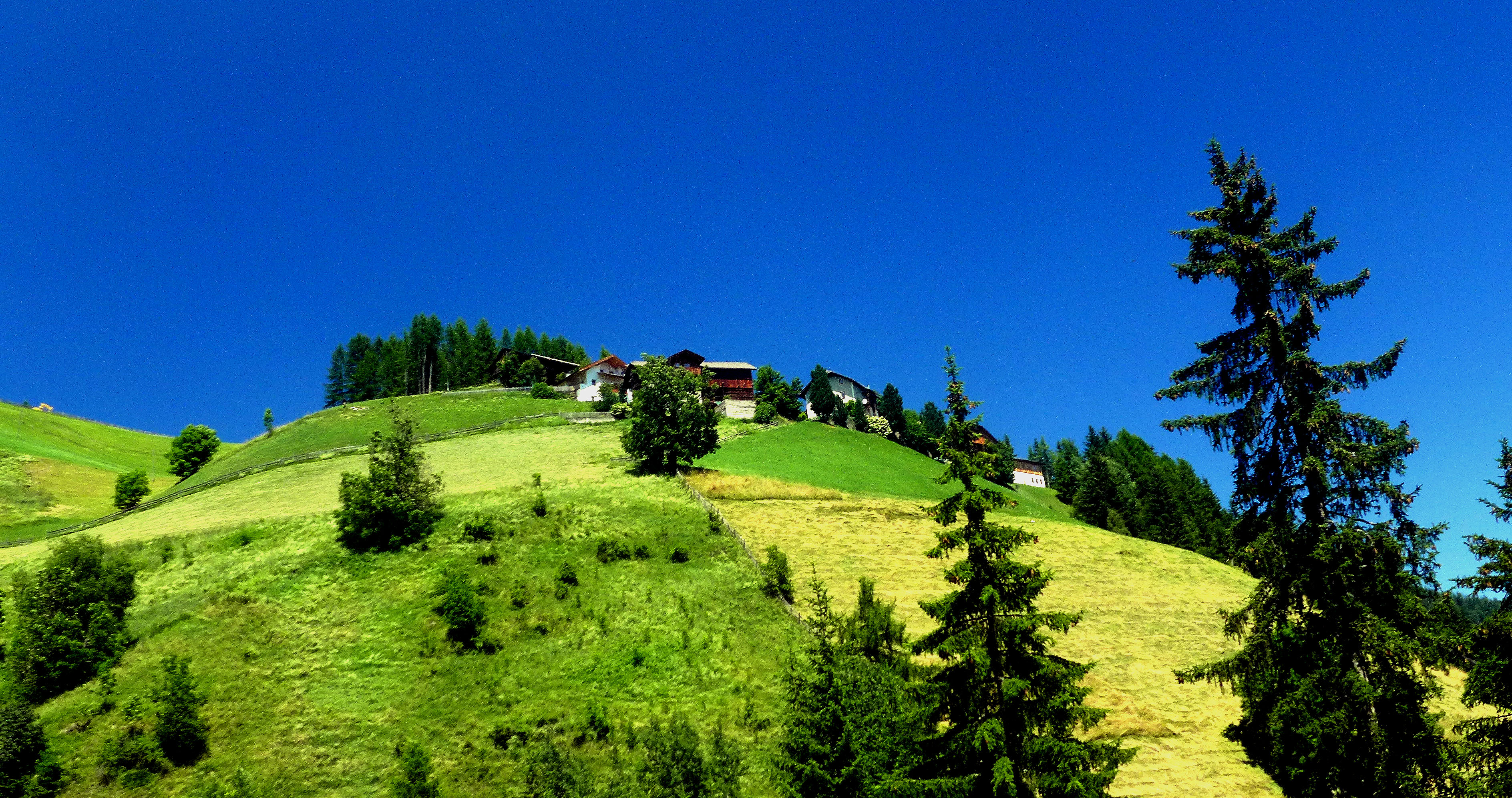
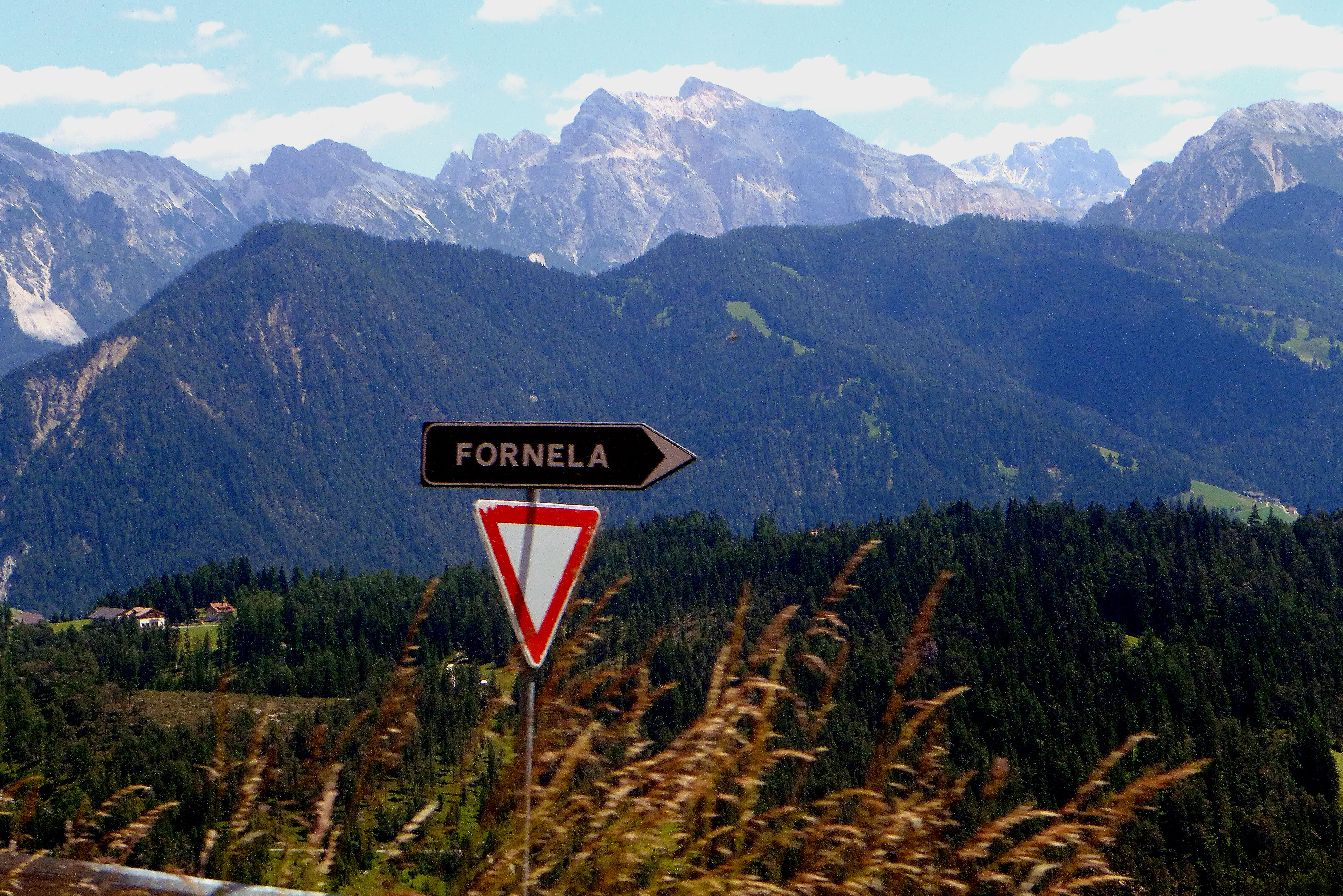
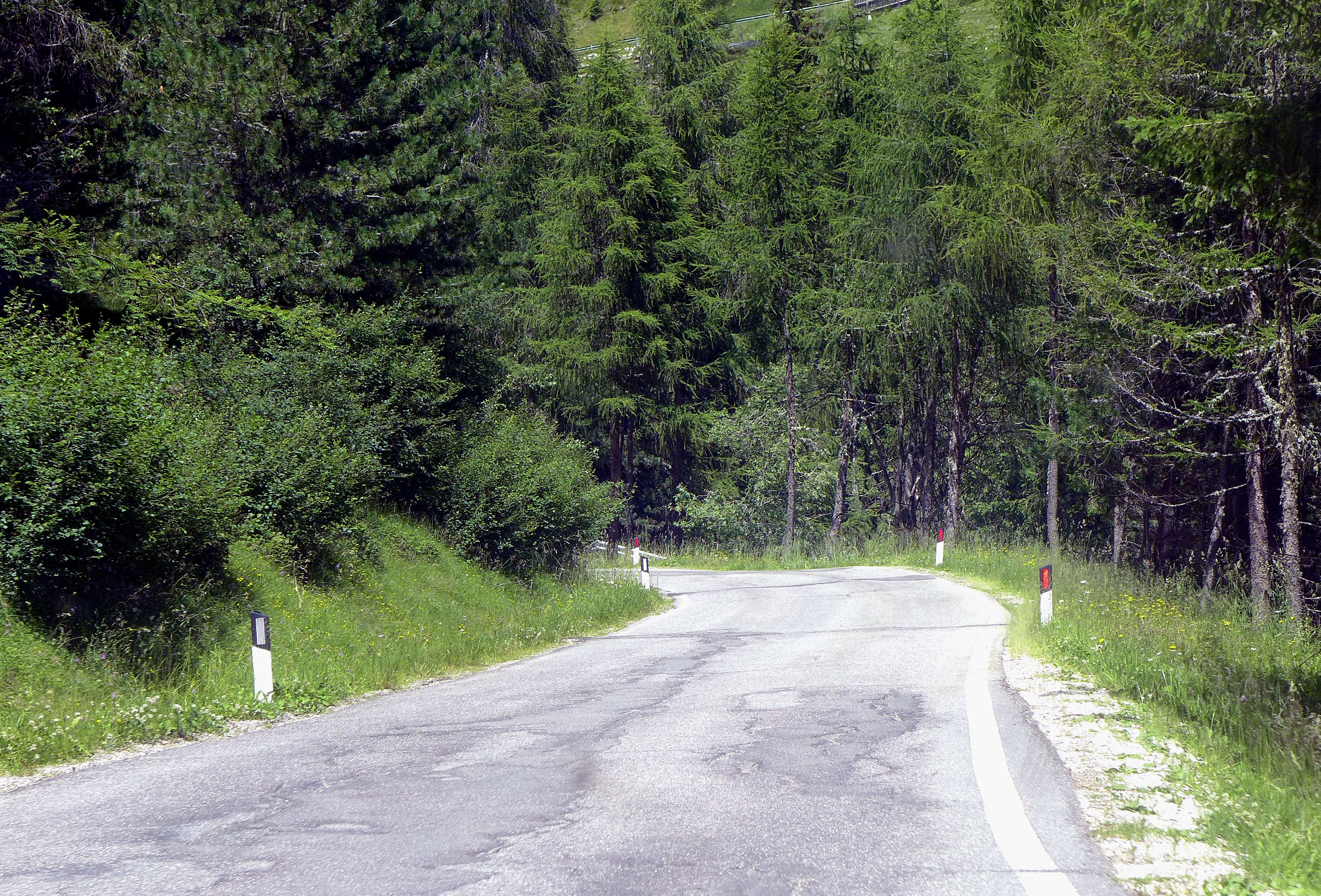
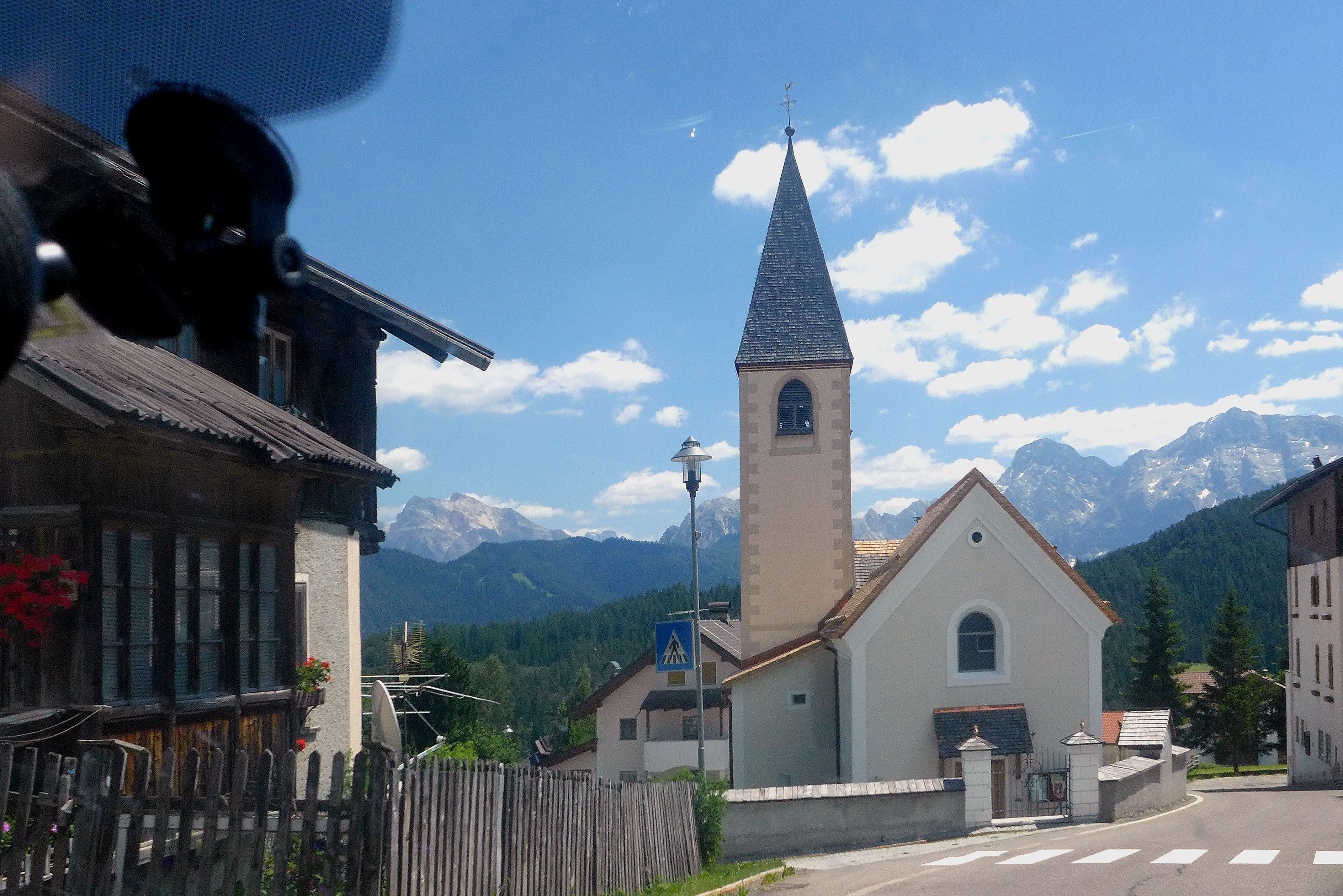

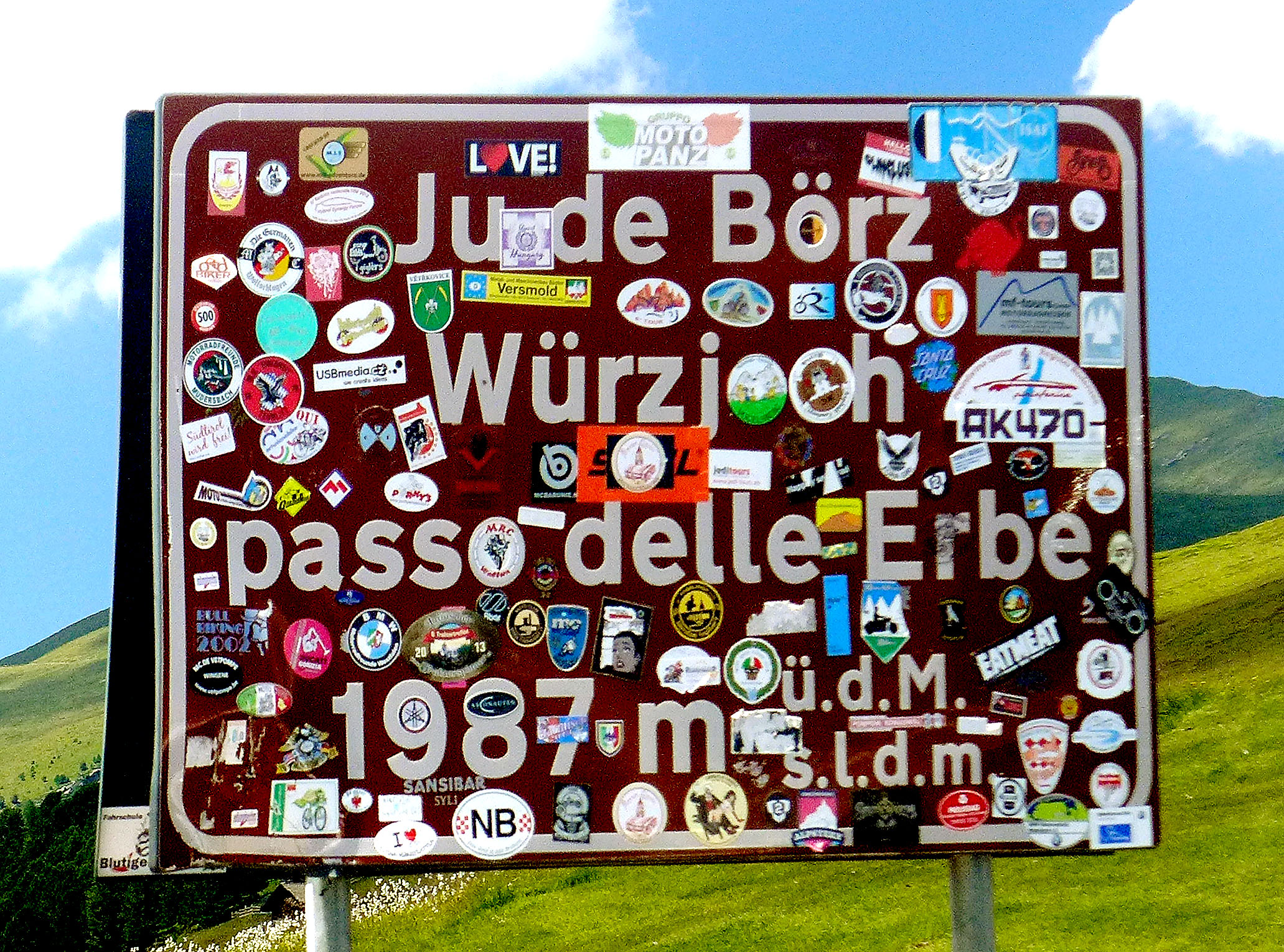
A Würz-hágó „útjelző táblája”